# Lesta (España)
Lesta o San Andrés de Lesta (llamada oficialmente Santo André de Lesta) es una parroquia española del municipio de Órdenes, en la provincia de La Coruña, Galicia.

## Entidades de población
Entidades de población que forman parte de la parroquia:
- Agromayor (Agromaior)
- Altiboya (A Altiboia)
- Ameneiros (Os Abeneiros)
- Camiño (O Camiño)
- Couto (O Couto)
- Cruz (A Cruz)
- Dedel (Del)
- Germiñas (Xermiñas)
- Grela (A Agrela)
- Iglesia (A Igrexa)
- Pazo (O Pazo)
- Pereiriñas (As Pereiriñas)
- Villagudín (Vilagudín)

## Demografía
| Gráfica de evolución demográfica de Lesta entre 2000 y 2019 |
|                                                             |
| Datos según el nomenclátor publicado por el INE.            |